# Homocysteinämie
Homocysteinämie oder auch Hyperhomocysteinämie (von altgriechisch ὑπέρ hyper, deutsch ‚viel‘; Homocystein Eigenname; altgriechisch αἷμα haima, deutsch ‚Blut‘) beschreibt erhöhte Blutwerte an Homocystein, einer natürlicherweise im menschlichen Körper vorkommenden, nicht-biogenen Aminosäure. Hyperhomocysteinämie sind mit verschiedenen Erkrankungen assoziiert.

## Ursachen

### Homocystein und Genetik
Genetischer Polymorphismus im Homocysteinstoffwechsel kann unter bestimmten Bedingungen die Enzymfunktion und somit auch den Homocysteinstoffwechsel beeinflussen. Meist führt eine Veränderung der genetischen Information zu einer Verlangsamung im Abbau des Homocysteins und somit zu einem Anstieg der Homocysteinkonzentration im Blut. Klinisch relevante Polymorphismen sind vor allem im Enzym MTHFR (Methylentetrahydrofolat-Reduktase) zu finden. Die häufigste vorkommende Mutation ist der Aminosäurenaustausch Alanin gegen Valin an der Position 677. Diese Form des Enzyms ist thermolabil und führt zu einer bis zu 50 % verminderten Leistung bei 37 °C (Körpertemperatur).

### Homocystein und äußere Faktoren
Aufgrund äußerer Faktoren kann es zu einer milden bis moderaten Erhöhung der Homocysteinkonzentration im Blut kommen. Zu bedenken ist, dass eine Erhöhung des Homocysteinwertes in vielen Fällen ein multifaktoriell ausgelöstes Phänomen ist. Erhöhte Homocysteinwerte findet man bei Alkoholkonsum, Rauchen, häufigem Genuss von Kaffee, Bewegungsarmut und Übergewicht. Auch bestimmte Medikamente können die Homocysteinkonzentration beeinflussen. Häufig führt ein Mangel an Folsäure und Cobalamin (der auch durch Entzündungsprozesse hervorgerufen werden kann) zum Anstieg der Homocysteinwerte.

## Homocystein als Risikofaktor
Erhöhte Spiegel von Homocystein im Blut (Hyperhomocysteinämie) können eine direkte toxische Schädigung der Gefäßwand hervorrufen und auf verschiedenen Wegen zu einer erhöhten Thromboseneigung führen. Patienten mit bekannter koronarer Herzkrankheit sind bereits bei leicht erhöhtem Homocysteinspiegel mit einem erhöhten Risiko für kardiovaskuläre Ereignisse belastet, während die Datenlage bei völlig gesunden Menschen uneinheitlich ist. Bei einem Homocysteinspiegel von über 15 µmol/l besteht einheitlich in mehreren Studien ein erhöhtes Risiko. Obgleich Folsäure und B-Vitamine den Homocysteinspiegel nachweislich senken, ist die Datenlage zur gefäßschützenden Wirkung uneinheitlich. Teilweise kann kein Effekt auf das Herzinfarktrisiko, wohl aber zur Senkung des Schlaganfallrisikos (bis zu 25 % Reduktion) dargestellt werden. Eine systematische Übersichtsarbeit der Cochrane Collaboration ergab, dass die Supplementierung von B-Vitaminen für die Prävention von Herz-Krankheiten keine Rolle spielt. Hingegen zeigte eine Metaanalyse aus dem gleichen Jahr, dass die Einnahme von Folsäure bei Patienten mit bekannten Gefäßschäden und hohem Gefäßrisiko, insbesondere bei eingeschränkter Nierenfunktion, das Fortschreiten der Arteriosklerose verhindern kann.
Ferner gilt ein erhöhter Homocystein-Spiegel als Risikofaktor für das Auftreten von osteoporotische Frakturen, wobei unklar ist, ob dies nicht durch niedrige Spiegel von Folsäure und Vitamin-B12 (mit-)bedingt ist.
Eine Studie mit Patienten, die an Multiple Sklerose erkrankt sind, hat ergeben, dass der Homocysteinspiegel mit dem Grad von Depression korreliert. Allerdings zeigte sich kein Zusammenhang mit deren Vitamin-B12- und Folsäurewerten und dem Grad der Behinderung, was auf einen bisher unbekannten Faktor für den erhöhten Homocysteinspiegel schließen lässt.
Kinder, die einen Schlaganfall erlitten haben, weisen signifikant häufiger eine Störung im Homocysteinstoffwechsel auf als Gesunde. Bei Schwangeren korrelieren erhöhte Homocysteinkonzentrationen mit einem erhöhten Risiko einer Fehlgeburt sowie der Entwicklung von Schwangerschaftskomplikationen wie der Eklampsie. Eine Erhöhung der Homocysteinwerte im Blut der Mutter ist ebenso ein Risikofaktor für die Entstehung von Neuralrohrdefekten beim Kind.
Patienten mit leichter kognitiver Störung und erhöhtem Risiko für die Alzheimer-Krankheit wurden in einer Studie 2 Jahre lang mit B-Vitaminen oder Placebo behandelt. Es zeigte sich, dass der durchschnittliche Verlust an Gehirnmasse in den für Alzheimer relevanten Gehirnarealen in der B-Vitamin-Gruppe deutlich geringer war und dieses Ergebnis mit der Senkung des erhöhten Homocysteinspiegels korrelierte.
Migränepatienten mit Aura und erhöhtem Homocysteinspiegel profitierten in einer Placebo kontrollierten Studie von Vitamin B6, B12 und Folsäure. Nach Senkung des Homocysteinspiegels um 39 % reduzierten sich die Migräneanfälle um 50 %.
Ein erhöhter Homocysteinspiegel ist ein Risikofaktor bei der Entstehung aller Stadien von Makuladegeneration. Die Gabe eines Vitamin-B-Komplexes (Vitamin B6 – Pyridoxin, Vitamin B9 – Folsäure und Vitamin B12 – Cyanocobalamin) senkt den Homocysteinspiegel, dies mindert signifikant (34 %) die Wahrscheinlichkeit, eine Makuladegeneration zu entwickeln. Eine systematische Metaanalyse wies auf die Hyperhomocysteinämie als ein Risikofaktor für die diabetische Retinopathie, insbesondere die proliferative Retinopathie.

## Labordiagnostik
Die Bestimmung des Homocysteinspiegels im Blut erfolgt meist immunchemisch oder mittels HPLC. Als Material wird EDTA- oder Fluorid-Blut empfohlen. Da Homocystein von roten Blutkörperchen freigesetzt wird, kommt es ohne Zusatz von Hemmstoffen (Spezialröhrchen) zu einem Anstieg von ca. 10 % pro Stunde. Inzwischen gibt es die Möglichkeit, den Homocysteinwert auch patientennah (Point-of-Care-Testing) zu messen. Damit wird es möglich, den Patienten noch während des Arztbesuches das Ergebnis der Untersuchung mitzuteilen bzw. eine eventuell notwendige Behandlung ohne Zeitverlust einzuleiten.
Die Kosten der Untersuchung von ca. 20 bis 30 € werden im Normalfall nicht von Krankenkassen übernommen und müssen vom Patienten als so genannte IGeL-Leistung selbst getragen werden.